# Günther Vormum
Günther Vormum (* 7. August 1926 in Rostock; † 8. Dezember 2013 in Berlin) war ein deutscher Chemiker. Vormum gehörte als Professor der Deutschen Akademie der Wissenschaften zu den Pionieren der Isotopenanwendung in der DDR.

## Leben
Vormum besuchte von 1933 bis 1937 die Volksschule in Bredereiche und von 1937 bis 1940 das Gymnasium „Carolinum“ in Neustrelitz. Er zog 1940 nach Rostock, konnte aber kriegsbedingt das Abitur nicht mehr ablegen, da er ab 1943 als Luftwaffenhelfer eingesetzt wurde. Das Kriegsende erlebte Vormum in französischer Gefangenschaft, aus der er 1946 entlassen wurde. Als externer Oberschüler legte Vormum am 15. Juli 1947 in Rostock das Abitur ab.
Vormum studierte von 1947 bis 1951 Chemie an der Universität Rostock und promovierte 1953 bei Professor Günther Rienäcker. Anschließend ging er als Oberassistent an die Humboldt-Universität zu Berlin. 
Im März 1956 wechselte Vormum in das Institut für Medizin und Biologie der Deutschen Akademie der Wissenschaften in Berlin-Buch und wurde wissenschaftlicher Mitarbeiter im Bereich der Angewandten Isotopenforschung. 1957 wurde er als Nachfolger von Hans-Joachim Born zuerst kommissarischer Leiter und kurze Zeit später Leiter dieses Bereiches. In dieser Funktion beauftragte ihn das Amt für Kernforschung und Kerntechnik der DDR mit dem Aufbau der Isotopenverteilungsstelle, deren Leitung er 1959 nebenamtlich übernahm. 
Von 1961 bis 1969 war Vormum Direktor des selbständigen Instituts für Angewandte Isotopenforschung. 1969 wurde er zum Professor ernannt. Mit der Akademiereform wurde das Institut als Außenstelle in das Zentralinstitut für Isotopen- und Strahlenforschung Leipzig eingegliedert. Bis zu seiner Emeritierung 1991 war Vormum der Leiter dieser Außenstelle und des Bereichs Strahlenquellen und Nuklearpharmaka.
Er war Mitglied des Forschungsrates der DDR, der Ständigen Kommission Isotope sowie des Wissenschaftlichen Rates des Amtes für Atomsicherheit und Strahlenschutz der DDR. Im Auftrag der Internationalen Atomenergie-Organisation (IAEA) war Vormum als Spezialist in Brasilien, Malaysia, Indien und in der Türkei im Einsatz. Mehrfach leitete er internationale IAEA-Kurse.
Vormum war Mitglied der Leibniz-Sozietät.

## Leistungen
Vormums Arbeit war maßgeblich für die Isotopenanwendung in der DDR. Er leistet grundlegende Arbeiten für die Konzipierung, die Errichtung und den Betrieb von Isotopenlaboratorien und spezieller Strahlenschutzeinrichtungen. 
In seinem Institut entstand eine regelrechte Produktion radioaktiv markierter Substanzen und radioaktiver Strahlenquellen mit einer notwendigen Vorlaufforschung für diese Isotopenproduktion.
Die Entwicklung umschlossener radioaktiver Strahlenquellen war dank seiner breiten Kenntnisse auf den Gebieten Chemie, Werkstoffe, Werkstoffbearbeitung und Vakuumtechnik möglich. Insbesondere die durch Vormum eingeführte Kapseltechnologie, das Elektronenstrahlschweißen für horizontale und vertikale Nähte und das Wolfram-Inertgas-Schweißen sicherten den Strahlenquellen des Institut einen weltweit anerkannten hohen Strahlenschutzstandard und ermöglichten den Export der Strahlenquellen ins Ausland. Die Cobalt-60- und Caesium-137-Strahlenquellen konnten die üblichen Radiumquellen ersetzen. Ein besonderer Erfolg war die gemeinsam mit Augenärzten der Charité Berlin durchgeführte Entwicklung von Ruthenium-106-Behandlung.
Seine Arbeit ist in 10 Patentanmeldungen dokumentiert.